# 第1猟兵連隊 (ドイツ連邦陸軍)
第1猟兵連隊（だい1りょうへいれんたい、ドイツ語：Jägerregiment 1、略称：JgRgt 1）は、ドイツ連邦陸軍の連隊の一つ。第1航空機動旅団隷下にあって、同旅団が実施するヘリボーン作戦における専属の実働歩兵部隊として2006年に新編された部隊。本連隊の兵士は降下猟兵ではなく一般歩兵で実施されるヘリコプター空中機動歩兵である。このため英語訳ではアメリカ合衆国陸軍の航空騎兵（Air Cavalry）や空中機動歩兵（Air mobile Infantry）または空中強襲（Air Assault）に相当する。

## 概要
連隊は2006年後半に旧第152装甲擲弾兵大隊と旧第353猟兵教育大隊を合併して編成され、2008年まで計画的に戦力が強化された。2008年3月に連隊は初の国外任務に赴く。コソボのコソボ治安維持部隊（KFOR）に作戦上の予備兵力の一部として連隊から約600人の兵士を展開させる。2009年には連隊全力は12ヶ月間にわたってアフガニスタンに配備される。派遣間、連隊はISAF北部方面軍の緊急展開部隊としてクンドゥーズ州北部域にて反政府系武装勢力と激戦を繰り広げる。
連隊はヘリボーンを主体とする軽歩兵部隊として創設されたが、地上移動については装甲車が配備されるなど機械化されている。本連隊の存在により第1航空機動旅団は他の旅団から歩兵部隊の提供を受けること無く、独自に地上での近接戦闘を実行できるようになった。

## 部隊編制
他のドイツ連邦陸軍の連隊と異なり大隊結節を持たず、連隊から中隊に直結している。連隊は10個中隊で構成し、各中隊は介入戦力（EK）、安定化戦力（SK）、支援戦力（UK）に指定される。第1猟兵連隊を構成する中隊の大部分はシュヴァルツェンボルンに駐屯しているが、第4、第6および第9中隊についてはハンメルブルクに駐屯している。平時の連隊兵力は約1370人の兵士から成る。
- 第1中隊 - 本部・補給支援中隊（EK、SK）
  - 戦闘監視小隊
  - 通信小隊
  - 歩兵小隊
  - 輸送小隊
  - 補給支援小隊
  - 整備小隊
- 第2中隊 - 歩兵中隊（EK）
- 第3中隊 - 教育中隊
  - 第1新兵小隊
  - 第2新兵小隊
  - 教育支援小隊
- 第4中隊 - 歩兵中隊（EK）
- 第5中隊 - 重歩兵中隊（EK）
  - 偵察小隊
  - MK小隊
  - TOW小隊
- 第6中隊 - 重歩兵中隊（SK）
- 第7中隊 - 工兵中隊（EK）
  - 戦闘工兵小隊
  - 戦闘工兵小隊
  - 野外工兵小隊
- 第8中隊 - 軽防空中隊（EK）
  - 防空小隊
  - 防空小隊
  - 特殊武器防護小隊
- 第9中隊 - 補給中隊（EK）
  - 輸送小隊
  - 整備小隊
  - 梱包小隊
- 第10中隊 - 出動支援中隊（UK）
  - 第1新兵小隊
  - 第2新兵小隊
  - 第3新兵小隊
  - 猟兵EAV小隊

## 主要装備
- フクス装甲兵員輸送車
- ボクサー装輪装甲車
- ディンゴ装輪装甲車
- ムンゴ装輪装甲車
- ヴィーゼル1空挺戦闘車
  - 教育用車
  - TOW対戦車ミサイル搭載車
  - 20mm機関砲搭載車
- ヴィーゼル2空挺戦闘車
  - 120mm迫撃砲搭載車
- ヴォルフ (軍用車)
- スティンガーミサイル